# Comunione degli apostoli (Ribera)
La Comunione degli apostoli è un dipinto olio su tela (400×400 cm) del 1651 di Jusepe de Ribera conservato nel coro della chiesa della certosa di San Martino di Napoli.

## Storia
Il dipinto fu commissionato dall'allora priore della certosa di San Martino, Giovan Battista Pisante, per completare il ciclo pittorico che adornava il coro della chiesa, dov'erano già l'Adorazione dei pastori (1642) di Guido Reni nella parete frontale, l'Ultima cena (1589) di Paolo Veronese e la Pasqua degli Ebrei (1639) di Massimo Stanzione nella parete di destra, e la Lavanda dei piedi (1622) di Battistello Caracciolo nella parete sinistra, accanto a dove poi sarebbe stata collocata la tela del Ribera.
Per l'esecuzione della tela fu pattuito in occasione della commessa, avvenuta nel 1638, un compenso di 1.000 ducati. L'opera si inseriva in un più vasto ciclo decorativo della certosa che comprendeva anche tutti gli altri dipinti assegnati al Ribera e presenti in chiesa, quindi la serie dei quattordici Profeti, piuttosto che negli appartamenti del priore, quindi il San Girolamo, il San Sebastiano e il San Bruno che riceve la regola, per un valore complessivo del lavoro svolto pari a circa 2.160 ducati. A causa delle numerose richieste che interessarono il pittore in quegli anni, nonché alla grave infermità che colpì il pittore spagnolo a partire dal 1640, l'opera venne consegnata finita ai padri certosini solo intorno al 1651.
Dopo la morte del Ribera, avvenuta nel 1652, gli eredi del pittore indirono una causa contro i monaci affinché si rivalutasse il contratto pattuito, e più specificatamente l'opera in questione, meritevole a loro dire di un compenso più alto per la qualità e resa dei personaggi ritratti e anche per il numero degli stessi, che inizialmente fu pattuito a dieci figure intere e che invece alla conclusione del lavoro ne risultano presenti sulla tela ben tredici (il Ribera chiedeva quindi un compenso di 100 ducati per figura intera). Gli eredi riuscirono ad ottenere la ragione da parte del Tribunale che, infatti, incrementò il valore dell'accordo a 1.300 ducati e quindi distribuendo agli aventi diritto altri 300 ducati quale compenso per la tela eseguita dal maestro spagnolo.

## Descrizione e stile
La scena ritrae il momento dell'Istituzione dell'eucaristia, ossia quando, dopo l'Ultima Cena, Gesù distribuisce ai dodici apostoli il pane consacrato (simboleggiato poi dalle ostie). Il Cristo è posto sulla destra, mentre si appresta a dare la comunione ad uno degli apostoli, mentre altri nove sono accalcati verso la sinistra della scena, in attesa del loro turno. Dalla composizione risulta che nel momento ritratto due apostoli hanno già ricevuto l'eucaristia, entrambi posti alle spalle di Gesù, uno, Pietro, baciante in terra per il dono appena ricevuto e l'altro, raffigurante Giovanni Battista, che dorme con una mano sul viso mentre è seduto al tavolo dell'eucaristia che si scova in secondo piano solo parzialmente. La figura a sinistra in secondo piano che guarda verso lo spettatore, con la mano sul mento alludendo al "dubbio", è Giuda Iscariota. Fa da scenografia un'architettura ad archi che secondo alcuni critici è riconducibile ad alcuni disegni preparatori eseguito da Antonio da Sangallo per il cortile di palazzo Farnese a Roma; in alto a destra sono invece raffigurati diversi angeli in preghiera.
Il dipinto, che per dimensione è il secondo più grande mai dipinto dal Ribera dopo l'Immacolata Concezione (502×329 cm) del Convento delle Agustinas Recoletas di Monterrey, a Salamanca, rappresenta un insieme di omaggi stilistici ai grandi maestri del passato, riscontrabili nelle ampie e luminose composizioni alla Paolo Veronese o nell'uso dei colori e la solarità d'insieme di tutta la scena secondo i modi di Tiziano o, ancora, nelle stesure di azzurro del cielo alla maniera di Domenichino e Lanfranco, senza tralasciare, comunque, l'aspetto naturalista nella composizione, riscontrabile nella ritrattistica dei dodici apostoli e nel Cristo, mentre in alto incornicia la scena il drappo rosso, che rimanda alle grandi pale di Caravaggio.
Il dipinto è firmato e datato nel cartiglio in basso a sinistra: «Joseph de Ribera Hispanus Va / lentius Accademicur romanus español F. 1651».